# Neoperla nishidai
Neoperla nishidai är en bäcksländeart som beskrevs av Ignac Sivec 1984. Neoperla nishidai ingår i släktet Neoperla och familjen jättebäcksländor. Inga underarter finns listade i Catalogue of Life.